# ريو تاكانو
ريو تاكانو (باليابانية: 高野 遼) (13 نوفمبر 1994 في كاناغاوا في اليابان – )؛ هو لاعب كرة قدم كان يلعب كمدافع.

## وصلات خارجية
- ريو تاكانو على موقع رابطة كرة القدم اليابانية للمحترفين (اليابانية)
- ريو تاكانو على موقع قاعدة بيانات كرة القدم.إي يو (الإنجليزية)
- ريو تاكانو على موقع Soccerway.com (الإنجليزية)
- ريو تاكانو على موقع عالم كرة القدم.نت (الإنجليزية)